# Euchroea urania
Euchroea urania är en skalbaggsart som beskrevs av Leon Fairmaire 1897. Euchroea urania ingår i släktet Euchroea och familjen Cetoniidae. Inga underarter finns listade i Catalogue of Life.